# Iwan Uchow
Iwan Uchow (ros. Иван Сергеевич Ухов; ur. 4 kwietnia 1986 w Czelabińsku) – rosyjski lekkoatleta specjalizujący się w skoku wzwyż.
W młodości zawodnik uprawiał rzut dyskiem. Ma na koncie złote medale igrzysk olimpijskich, halowych mistrzostw świata oraz halowych mistrzostw Starego Kontynentu. Uchow zdobył tytuły wicemistrza Europy oraz mistrza Europy juniorów. Na koniec 2010 został wybrany najlepszym rosyjskim lekkoatletą w sezonie. Wiele razy stawał na podium mistrzostw Rosji.

## Kariera
Na początku kariery – w 2004 – odpadł w eliminacjach mistrzostw świata juniorów. Rok później zwyciężył w Kownie na mistrzostwach Europy juniorów. Tuż za podium – na czwartym miejscu – zakończył udział w uniwersjadzie w 2005. Niechlubną kartą w jego karierze był występ na mityngu Athletissima w Lozannie w roku 2008, kiedy to Uchow skakał pod wpływem alkoholu. Na początku 2009 zdobył halowe mistrzostwo Europy, a kilka miesięcy później był dziesiąty podczas mistrzostw świata. W 2010 najpierw zdobył tytuł halowego mistrza świata, a później w Barcelonie został wicemistrzem Europy. Zwyciężył w łącznej punktacji Diamentowej Ligi 2010 w skoku wzwyż. W ostatnim swoim starcie w 2010, w Opolu podczas festiwalu skoków, uzyskał najlepszy wynik na świecie skacząc 2,36. Na początku sezonu halowego 2011 dwukrotnie wygrywał zawody z wynikiem 2,38 – 29 stycznia w Hustopečach oraz 9 lutego w Bańskiej Bystrzycy. W obu konkursach bezskutecznie usiłował ustanowić nowy halowy rekord świata – 2,44. Na koniec sezonu halowego w 2011 wywalczył drugi z rzędu tytuł halowego mistrza Europy, kolejny raz atakując halowy rekord globu. Latem 2011 zajął piątą lokatę podczas mistrzostw świata w Daegu. W 2012 roku zdobył brązowy medal podczas halowych mistrzostw świata w Stambule. 7 sierpnia 2012 roku zdobył złoty medal igrzysk olimpijskich w Londynie. Na koniec roku 2012 zajął czwarte miejsce w plebiscycie na europejskiego lekkoatletę roku organizowanym przez European Athletics. W 2014 zdobył srebro halowych mistrzostw świata w Sopocie oraz brąz mistrzostw Europy w Zurychu.

## Osiągnięcia

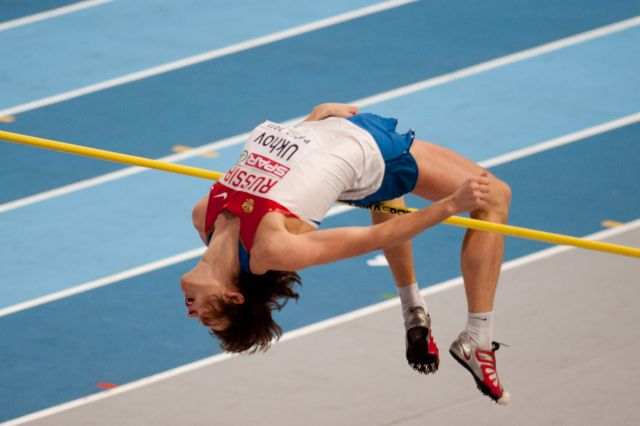
Iwan Uchow podczas halowych mistrzostw Europy w Paryżu (2011)

| Rok  | Impreza                             | Miejsce   | Pozycja           | Wynik |
| ---- | ----------------------------------- | --------- | ----------------- | ----- |
| 2004 | Mistrzostwa świata juniorów         | Grosseto  | el. – 13. miejsce | 2,10  |
| 2005 | Mistrzostwa Europy juniorów         | Kowno     | 1. miejsce        | 2,23  |
| 2005 | Uniwersjada                         | Izmir     | 4. miejsce        | 2,23  |
| 2006 | Halowy puchar Europy                | Liévin    | 1. miejsce        | 2,26  |
| 2006 | Mistrzostwa Europy                  | Göteborg  | 12. miejsce       | 2,20  |
| 2006 | Światowy finał lekkoatletyczny IAAF | Stuttgart | 5. miejsce        | 2,25  |
| 2009 | Halowe mistrzostwa Europy           | Turyn     | 1. miejsce        | 2,32  |
| 2009 | Mistrzostwa świata                  | Berlin    | 10. miejsce       | 2,23  |
| 2009 | Światowy finał lekkoatletyczny IAAF | Saloniki  | 5. miejsce        | 2,26  |
| 2010 | Halowe mistrzostwa świata           | Doha      | 1. miejsce        | 2,36  |
| 2010 | Mistrzostwa Europy                  | Barcelona | 2. miejsce        | 2,31  |
| 2011 | Halowe mistrzostwa Europy           | Paryż     | 1. miejsce        | 2,38  |
| 2011 | Mistrzostwa świata                  | Daegu     | 5. miejsce        | 2,32  |
| 2012 | Halowe mistrzostwa świata           | Stambuł   | 3. miejsce        | 2,31  |
| 2012 | Igrzyska olimpijskie                | Londyn    | 1. miejsce        | 2,38  |
| 2013 | Mistrzostwa świata                  | Moskwa    | 4. miejsce        | 2,35  |
| 2014 | Halowe mistrzostwa świata           | Sopot     | 2. miejsce        | 2,38  |
| 2014 | Mistrzostwa Europy                  | Zurych    | 3. miejsce        | 2,30  |
| 2014 | Puchar interkontynentalny           | Marrakesz | 2. miejsce        | 2,34  |
| 2015 | Mistrzostwa świata                  | Pekin     | el. – 24. miejsce | 2,26  |

## Rekordy życiowe
| Konkurencja          | Rezultat | Data           | Miejsce | Uwagi                                                                |
| -------------------- | -------- | -------------- | ------- | -------------------------------------------------------------------- |
| Skok wzwyż (stadion) | 2,41     | 9 maja 2014    | Doha    | rekord Rosji, 4. rezultat w historii światowej lekkoatletyki         |
| Skok wzwyż (hala)    | 2,42     | 25 lutego 2014 | Praga   | halowy rekord Europy, 2. rezultat w historii światowej lekkoatletyki |

## Odznaczenia
- Order Przyjaźni (13 sierpnia 2012) – za wielki wkład w rozwój kultury fizycznej i sportu, wysokie osiągnięcia sportowe na zawodach XXX Olimpiady 2012 roku w mieście Londynie (Wielka Brytania)[13]